# Cséfalva
Cséfalva (1899-ig Cséfa, szlovákul Čechová) Gelle településrésze, korábban önálló falu Szlovákiában, a Nagyszombati kerületben, a Dunaszerdahelyi járásban. Csentőfa tartozik hozzá. 2011-ben 183 lakosa volt.

## Fekvése
Dunaszerdahelytől 11 km-re nyugatra fekszik.

## Története
1318-ban Cheu, 1349-ben Chefalva, 1364-ben Chefalua, 1773-ban Cséfa néven említik.
Vályi András szerint "CSEFA. vagy Csefalva. Magyar falu Posony Vármegyében a’ Csalókőzben, birtokosai külömbbféle Urak, lakosai katolikusok, fekszik Egyház Gellének szomszédságában, ’s ennek filiája, határja jó termékenységű."
Fényes Elek szerint "Cséfa vagy Cséfalva, magyar falu, Pozson vgyében, N.-Léghez 1 órányira: 100 kath., 11 zsidó lak., nem nagy de jó határral; erdeje nincs. F. u. a Cséfalvay nemzetség. Ut. p. Somorja."
1910-ben 150, túlnyomórészt magyar lakosa volt. A trianoni békeszerződésig Pozsony vármegye Dunaszerdahelyi járásához tartozott.